# Алгоритм DDA-линии
Алгоритм DDA-линии растеризует отрезок прямой между двумя заданными точками, используя вычисления в числах с плавающей запятой или целых числах.

## Алгоритм
Пусть отрезок задан вещественными координатами концов
{\displaystyle (x_{1},y_{1})};
{\displaystyle (x_{2},y_{2})}.
Растровыми (целочисленными) координатами концевых точек становятся округлённые значения исходных координат:
{\displaystyle x_{\mathrm {start} }=\operatorname {round} (x_{1})}, {\displaystyle y_{\mathrm {start} }=\operatorname {round} (y_{1})}; {\displaystyle x_{\mathrm {end} }=\operatorname {round} (x_{2})}, {\displaystyle y_{\mathrm {end} }=\operatorname {round} (y_{2})}.
Большее по абсолютной величине число, {\displaystyle (x_{\mathrm {end} }-x_{\mathrm {start} })} или {\displaystyle (y_{\mathrm {end} }-y_{\mathrm {start} })}, увеличенное на 1 принимается за количество шагов {\displaystyle L} цикла растеризации.
В начале цикла вспомогательным вещественным переменным {\displaystyle x} и {\displaystyle y} присваиваются исходные координаты начала отрезка:
{\displaystyle x=x_{1}};
{\displaystyle y=y_{1}}.
На каждом шаге цикла эти вещественные переменные получают приращения
{\displaystyle (x_{\mathrm {end} }-x_{\mathrm {start} })/L};
{\displaystyle (y_{\mathrm {end} }-y_{\mathrm {start} })/L}.
Растровые же координаты, продуцируемые на каждом шаге, являются результатом округления соответствующих вещественных значений {\displaystyle x} и {\displaystyle y}.
Применение вычислений с вещественными числами и лишь однократное использование округления для окончательного получения значения растровой координаты обусловливают высокую точность и низкое быстродействие алгоритма.
Модифицированный алгоритм DDA-линии применяется для растеризации окружностей.